# De Drie Kronen

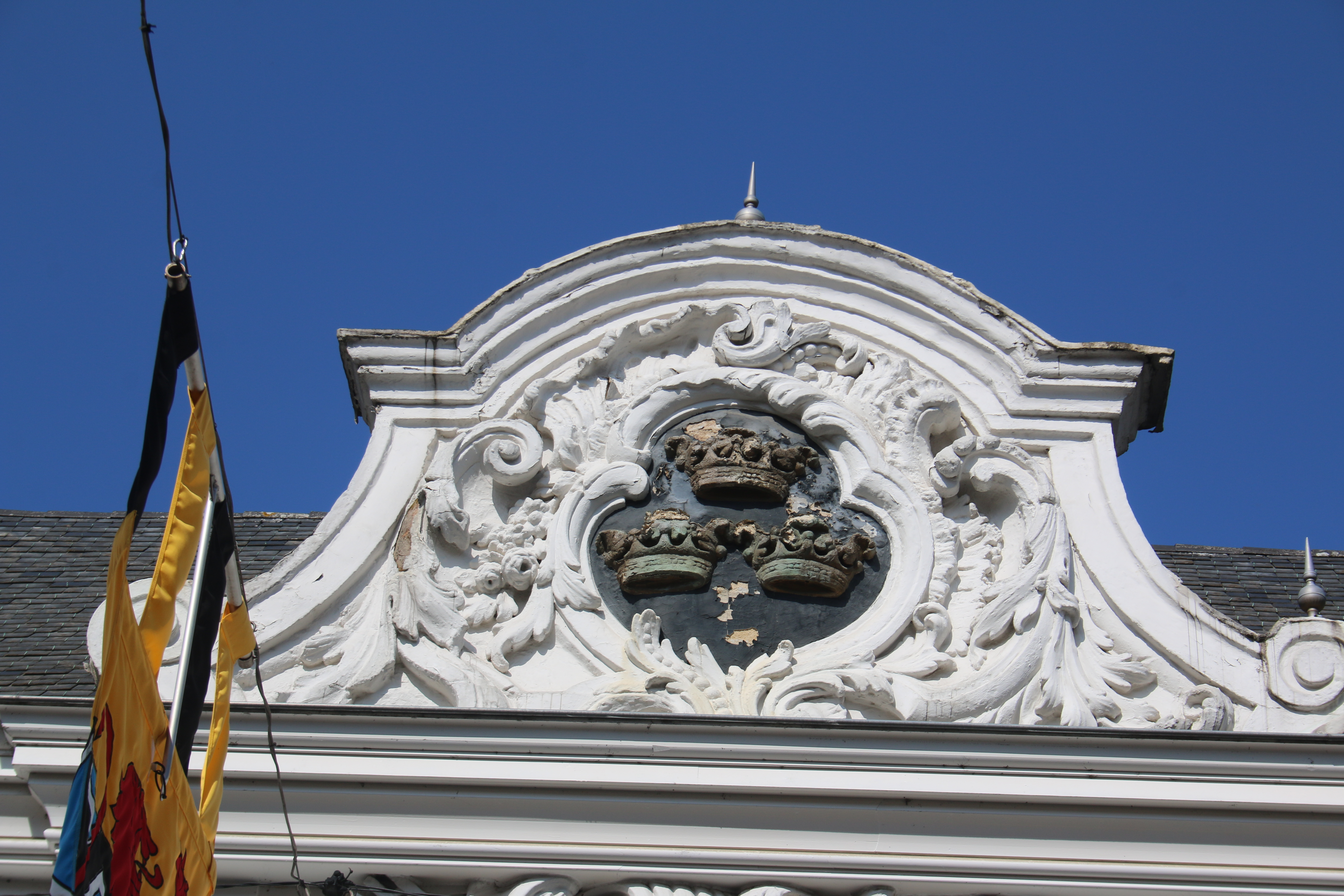

De Drie Kronen is een historisch pand in het Belgische Diest. Op deze locatie aan de Koning Albertstraat is vanaf de 16e eeuw bier gebrouwen. Het huidige pand dateert uit het midden van de 18e eeuw en is sinds 1943 beschermd onroerend erfgoed.

## Context
In het waterrijke Diest waren vele brouwerijen gevestigd, vooral aan de Demer en zijn vertakkingen, die het water aanvoerden waarmee het bier gebrouwen werd. Op de Koning Albertstraat, lokaal nog bekend onder de oude naam Lange Steenweg, zijn zes brouwerijen bekend, waarvan vooral De Ossenkop een goede naam had. Op de achtererven werden de biertonnen gespoeld in de Verversgracht. Naast De Drie Kronen op 72A-B staat op nummer 74 het pand van de voormalige brouwerij In de Palmboom, eveneens beschermd erfgoed.

## Historie
Tot omstreeks 1576 was hier het Persoonsgasthuis dat tussen 1305 en 1317 opgericht was door Arnold van den Cruce, de pastoor van het Diestse Begijnhof. Toen dit godshuis verplaatst werd naar de Overstraat kwam er ruimte vrij voor een brouwerij. Al in 1686 was er in deze straat een brouwerij met de naam de Drij Kronen. Het huidige pand werd gebouwd in het midden van de achttiende eeuw.
Tussen 1892 en 1969 was hier Brouwerij René Duysters gevestigd; de meeste etiketten schrijven de achternaam uit. De kronen komen veelal voor als logo en soms uitgeschreven. Op oudere etiketten (waaronder een met het tweecijferige telefoonnummer 59) is de naam De Drij Kronen, nieuwere schrijven De Drie Kronen.
In 1995 werd hier de huisbrouwerij De Loterbol gevestigd. Anno 2024 is er een winkel gevestigd.

## Bouwwijze
Het steekboogvenster in het midden van de tweede verdieping is versierd met stucwerk dat de brouwersgeschiedenis voorstelt door tonnen en spaden. Dit middenrisaliet wordt nog meer benadrukt door het rococo-fronton met de drie kronen. Dit embleem is omringd met een krans van ranken en bladeren. Ook het naastgelegen pand van In de Palmboom heeft een fronton met brouwersattributen. Beide hebben ook de inrijpoort naar de gracht die noodzakelijk was voor de brouwerij.

## Afbeeldingen

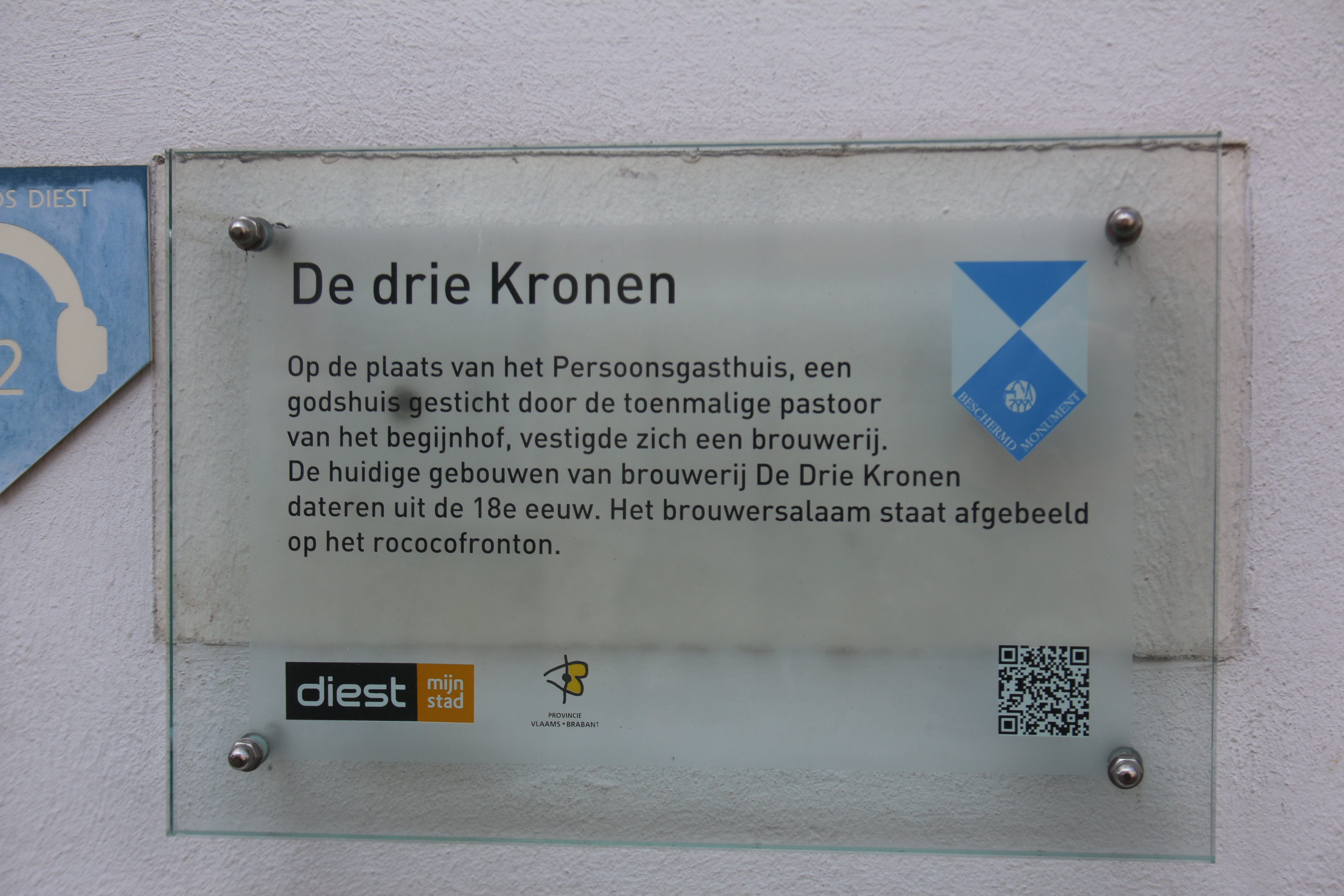
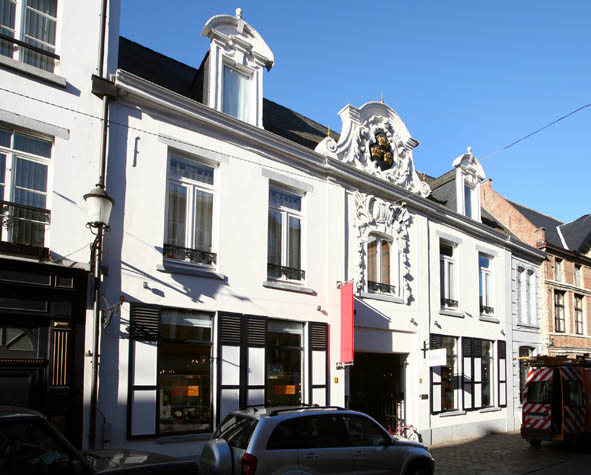